# Hochschule für Technik und Umwelt der Fachhochschule Nordwestschweiz
Die Hochschule für Technik und Umwelt der FHNW ist das Ausbildungszentrum für Ingenieure in der Nordwestschweiz und in Forschung und Entwicklung ein wichtiger Partner für die Wirtschaft.

## Ursprung
Die Hochschule für Technik und Umwelt der Fachhochschule Nordwestschweiz FHNW umfasst die technischen Departemente der ehemaligen FH Aargau und FH Solothurn und Teile des Departements Industrie der ehemaligen FH der beiden Basel. Sie wurde 2006 als Hochschule für Technik gegründet. 2025 wurde sie in Hochschule für Technik und Umwelt umbenannt. Drei Institute wurden in die neu gegründete Hochschule für Informatik FHNW überführt. 

## Standort
Hauptstandort der Hochschule für Technik und Umwelt FHNW ist seit 2008 der Campus in Brugg/Windisch. Weitere Standorte sind Olten (Studiengang "Optometrie") und Muttenz (Studiengang "Mechatronik Trinational").

## Institute
Es gibt 12 Institute
- Institut für Automation
- Institut für Biomasse und Ressourceneffizienz
- Institut für Business Engineering
- Institut für Elektrische Energietechnik
- Institut für Geistes- und Sozialwissenschaften
- Institut für Kunststofftechnik
- Institut für Mathematik und Naturwissenschaften
- Institut für Nanotechnische Kunststoff-Anwendungen
- Institut für Optometrie
- Institut für Produkt- und Produktionsengineering
- Institut für Sensorik und Elektronik
- Institut für Thermo- und Fluid-Engineering

mit rund 340 Mitarbeitenden (Dozenten, Assistenten und wissenschaftliche Mitarbeiter).
Zudem wird das Fachwissen und die Forschungskompetenz von Mitarbeitern aus mehreren Instituten in Zentren gebündelt und Partnern zur Verfügung gestellt:
- Giesserei-Zentrum
- Zentrum für Ressourceneffizienz ZEF

## Angebote

### Ausbildung
Die angebotenen Bachelor- und Masterstudiengängen (konzipiert gemäss Bologna-Reform) vermitteln Grundlagenkenntnisse und aktuelles Wissen. Dies wird ergänzt durch studentische Projektarbeiten mit Aufgabenstellungen aus der Industrie.
Das flexible Studienkonzept erlaubt dabei unterschiedliche Formen des Studierens: Vollzeit, berufsbegleitend (Regelstudiengänge) und Teilzeit (individuelles Programm).
Das Angebot an Bachelor-Studiengängen umfasst:
- Energie- und Umwelttechnik
- Elektro- und Informationstechnik
- Information and Communication Systems, trinational (an den Standorten Windisch, Furtwangen, Mulhouse)
- Maschinenbau
- Mechatronik trinational (an den Standorten Muttenz, Lörrach, Mulhouse)
- Optometrie (am Standort Olten)
- Systemtechnik (Automation)
- Wirtschaftsingenieurwesen

Ein Bachelor-Studium dauert in der Regel 6 Semester. Die Studiengänge Elektro- und Informationstechnik, Informatik, iCompetence, Maschinenbau, Systemtechnik, Wirtschaftsingenieurwesen können zusätzlich berufsbegleitend absolviert werden und dauern in diesem Fall mind. 8 Semester.
Auf Master-Stufe wird der Studiengang Master of Science in Engineering (kurz MSE, an den Standorten Brugg-Windisch, Zürich) mit folgenden Vertiefungen angeboten:
- Business Engineering
- Electrical Engineering
- Mechanical Engineering
- Energy and Environment
- Mechatronics and Automation
- Photonics and Laser Engineering

Das Masterstudium dauert mindestens 3 Semester.

### Weiterbildung
Die Hochschule hat ein vielfältiges Weiterbildungsangebot. Nebst Master of Advanced Studies (MAS) und Zertifikatslehrgänge Certificate of Advanced Studies (CAS) bietet sie kürzere Fachseminare, Kurse, Workshops und Tagungen in den verschiedenen Fachgebieten an:
- Automation
- Digital Industry
- Einkauf und Beschaffung
- Eisenbahntechnik
- Elektronik
- Kunststofftechnik
- Logistik und Produktion
- Management und Führung
- Optometrie
- Umwelt und Nachhaltigkeit